# Takuma Ominami
Takuma Ominami (født 13. december 1997) er en japansk fodboldspiller, som spiller for den japanske fodboldklub Júbilo Iwata.